# 归来 (电影)
《归来》是张艺谋执导的一部中国剧情片，编剧邹静之改编自严歌苓小说《陆犯焉识》，为继2011年的《金陵十三钗》后张艺谋拍摄的又一部严歌苓小说改编作品。这是张艺谋于2013年5月正式签约加盟乐视影业后拍摄的首部作品。陈道明和巩俐担任男、女主角，讲述了文革历史背景之下一个男人归家的故事，中国于2014年5月16日上映。影片入围第67屆坎城影展非竞赛展映单元。赢得第34届香港电影金像奖最佳两岸华语电影。

## 剧情
1970年代初，与家人音讯隔绝多年的劳改犯陆焉识，因思念心切在一次农场转迁途中逃跑回家。他的行为给怀有芭蕾舞梦想的女儿丹丹带来巨大的压力。女儿想方设法阻止母亲冯婉瑜与父亲陆焉识相见，结果使夫妻俩近在咫尺，却只能再次相隔天涯。
文革结束后，陆焉识终于平反回家，却发现家中的一切早已物是人非——女儿丹丹放弃了自己的芭蕾梦想，成为一名普通的女工；而更让陆焉识深受打击的是，他深爱的妻子冯婉瑜，因患病已然不再认识眼前的他。深厚的感情、生活的变故，迫使陆焉识做出了对他来说最荒诞却又最合理的人生选择……

## 角色
| 演員   | 角色       | 備註                                                                                   |
| 陈道明 | 陆焉识     | 中国北方的一位教授，在西宁农场劳改、离家长达20年                                       |
| 巩俐   | 冯婉瑜     | 陆焉识妻子，教师，受到过革委会成员方师傅的伤害                                         |
| 张慧雯 | 丹丹       | 男女主角的女儿，父亲被抓时她只有三岁，年青时在舞校学习，想演芭蕾舞剧红色娘子军的女一号 |
| 刘佩琦 | 刘同志     |                                                                                        |
| 祖峰   | 邓指导员   |                                                                                        |
| 闫妮   | 李主任     |                                                                                        |
| 张嘉译 | 王医生     |                                                                                        |
| 陈小艺 | 巩素珍     | 陆焉识的老同学、好友                                                                   |
| 郭涛   | 刘亮       | 工宣队队长                                                                             |
| 辛柏青 |            | 芭蕾舞学校领导                                                                         |
| 李纯   | 崔美芳     |                                                                                        |
| 丁嘉丽 | 方师傅之妻 |                                                                                        |

## 创作
原著《陆犯焉识》讲述了上海知识分子陆焉识经历不同年代跌宕起伏的命运，“X(姓)犯XX(名)”是“文革”中对犯有政治过错的人的称谓，从书名就可看出故事背景是文革年代。不过《归来》只节选了小说最后30页的内容来拍摄，讲述陆焉识在劳改中逃回家和“文革”后平反回家的故事。在被记者问到为何不拍《陆犯焉识》的前半部分时，张艺谋说：“当然第一个是禁忌，有很多东西不好拍，一个东西能拍还是不能拍，不是由导演的性格和勇气决定的。第二个也不想和《活着》一样，不想直接反映时代，想折射，想留白，用一个家庭的方式去反映时代，当时就是这么简单的想法。电影需要找到他的动作，不能是文学的一个拷贝。”
这是陈道明与张艺谋的第三次合作，第一次是1984年的《一个和八个》（张艺谋是摄影师），第二次是2002年《英雄》；更是黄金搭档巩俐继2006年的《满城尽带黄金甲》七年之后又一次与张艺谋合作。2013年9月16日在北京首钢举行开机仪式。经过70天的拍摄后于同年12月3日杀青。作为张艺谋执导的第20部电影，除了时隔多年回归文艺风格外，更是中国电影史上首部4KIMAX文艺片。巩俐认为冯婉瑜是她有史以来最难演的一个角色，“这个角色的特殊之处在于得了失忆症之后和正常人交往的状态，一定要拿捏得很准确。”开拍前她连续一个月走访老人院去观察失忆患者的状态。陈道明表示：“这个电影让人看到的是一个中国知识分子的伟大心灵和中国一个一般妇女的伟大心灵，这是一部给所有有意识的，有追求的人的电影。”
影片主题推广曲《跟着你到天边》分别由韩磊、吴青峰、常石磊共三个版本演唱，陈其钢以《渔光曲》为蓝本二度创作负责作词、作曲，崔弦亮、黄毅编曲。

## 評價
2014年3月中旬，此片進行小規模的業內試映，被評為是一部充滿「藝術」性的作品。著名导演李安称之为很好的存在主义电影。美国大导演斯皮尔伯格称之“Powerful！”（震撼）、“Deep and emotional”（深刻与感人）。
著名作家莫言称：“这样的电影我很少看到，在张艺谋拍过的20部电影中是最特别的一部。虽然故事老套，甚至陈旧，但片子演出了人世间最真诚的感情。”莫言用一句话概括了他对《归来》的评价：“我认为这是一部难得的、严肃的、直指人心的好电影。”莫言最后总结称：“像我这样一个六十岁的老男人能哭出来，是因为这个电影触动了我内心深处最痛的地方，勾起了我人生的回忆，它不仅仅是个艺术片，也回顾了个人的发展史和民族历史。”
台湾著名电影人焦雄屏在与张艺谋对话时称：她认为电影主要谈的是遗忘，而非失忆症，失忆症是一个很大的隐喻，代表整个时代对文革的态度，大家不理不问，也不能理不能问。第二层含义是赎罪，文革破坏了许多中国家庭的伦理，采用这种最简单的回归家庭通俗剧的方式，完成男主、女主和女儿三个角色对过去自我的救赎。這解釋了此片文革部分刻意減少的原因，而张导对她的观点表示认同。
影评人“暗夜骑士”认为：节选小说最后三十页来拍是张艺谋的聪明又無奈之处，因为小说前面文革的戏份太过于非人道太残忍了，既不好展现也过不了审，所以老谋子深謀遠慮选择了爱情这个节点。以男主角陆焉识回到家后发现老婆失忆这条主线来串联，既避开了审查的禁区，又能以小带大反映当时的社会状况，有着很强的影射和讽刺意味。观众要特别注意电影的画面语言，很多画面都有特别意义。该片节奏微闷，有些镜头显得比较慢。陈道明和巩俐的表现很出色，尤其是演失忆角色的巩俐，她每一次见到陆焉识时的反应与神情都不同，如此精湛的演技是需要时间磨炼出来的。
《电影世界》杂志刊载的三篇深度文章对影片给予了严厉的批评，三位作者认为该片对原著的还原度不高，《既无美学、更无思想》一文评论中写道：“既然选择这样了一本涉及'文革'、描摹人性的原著，却又干脆利落地将其中那些指涉阴暗人性和压迫自由的成份尽数翦除，那么除了拿一个敏感的题材当幌子装模作样、拿众所周知的苦痛勾兑泪水之外，实在很难想象这样一部电影还有什么更高级的动机和目的可言。”该文作者表示自己曾看过原著《陆犯焉识》，所以并不欣赏《归来》，“演员依旧很卖力，但还是无本之木，无源之水”。 而原著作者严歌苓面对该杂志的批评则回应：“站着说话不腰疼，你们跟审查说去。”
傳媒人賈荃攒文认为，《陸犯焉識》是部有眾多隱喻的小說，有人說，書名就蘊含着「大陸犯的錯誤該如何認識」之意，張藝謀導演下卻只能被簡化成一個愛情故事──只能說是可惜。《歸來》幾乎只拍了嚴歌苓原著小說《陸犯焉識》的最後20頁，完全改變了故事的重點，“電影《歸來》，只講文革「結束」後，陸焉識回家，發現妻子馮婉瑜失憶不記得他，然後陸焉識千方百計呼喚她的記憶。他們的愛情確實也很動人，但再陽剛的太監也是太監，騙不了人。張藝謀的怯懦，表現在甚至不敢解釋馮婉瑜失憶的原因，只能讓觀眾自己猜。”
影片入选第三届“海峡两岸三地十大华语电影”之列。

## 票房
中国大陆首周三天收获8300万人民币列第二位。次周收1.26亿蝉联亚军，累计2.11亿。该成绩创造文艺片票房纪录，同时也是“文革”背景题材电影中票房最高的一部。最终成绩为2.95亿人民币。

## 奖项及提名
| 頒獎典禮                                  | 獎項               | 名字     | 結果 |
| ----------------------------------------- | ------------------ | -------- | ---- |
| FIRST青年电影展“瞩目无限”华语电影优选单元 | 最受青年瞩目男演员 | 陈道明   | 獲獎 |
| FIRST青年电影展“瞩目无限”华语电影优选单元 | 最受青年瞩目女演员 | 巩俐     | 獲獎 |
| FIRST青年电影展“瞩目无限”华语电影优选单元 | 最受青年瞩目导演   | 张艺谋   | 獲獎 |
| 第12屆長春電影節                          | 最佳华语故事片     | 《归来》 | 提名 |
| 第12屆長春電影節                          | 最佳導演           | 张艺谋   | 提名 |
| 第12屆長春電影節                          | 最佳女主角奖       | 巩俐     | 獲獎 |
| 第12屆長春電影節                          | 最佳編劇           | 邹静之   | 提名 |
| 第12屆長春電影節                          | 最佳摄影           | 赵小丁   | 提名 |
| 第12屆長春電影節                          | 最佳音樂           | 陈其钢   | 提名 |
| 第51屆金馬獎                              | 最佳女主角         | 巩俐     | 提名 |
| 第51屆金馬獎                              | 最佳新演員         | 张慧雯   | 提名 |
| 第51屆金馬獎                              | 最佳改編劇本       | 邹静之   | 提名 |
| 第51屆金馬獎                              | 最佳原創電影音樂獎 | 陈其钢   | 獲獎 |
| 第51屆金馬獎                              | 最佳音效           | 陶经     | 提名 |
| 第23屆上海影评人獎                        | 最佳女演员         | 巩俐     | 獲獎 |
| 第6屆澳门国际电影节                       | 最佳影片           | 《归来》 | 獲獎 |
| 第6屆澳门国际电影节                       | 最佳新人奖         | 张慧雯   | 獲獎 |
| 第6屆澳门国际电影节                       | 最佳编剧           | 邹静之   | 獲獎 |
| 第6屆澳门国际电影节                       | 最佳摄影           | 赵小丁   | 獲獎 |
| 第九屆亚洲电影大奖                        | 最佳女主角         | 巩俐     | 提名 |
| 第九屆亚洲电影大奖                        | 最佳新演員         | 张慧雯   | 獲獎 |
| 第34屆香港電影金像獎                      | 最佳兩岸華語電影   | 《歸來》 | 獲獎 |
| 第30届金鸡奖                              | 最佳女配角         | 张慧雯   | 提名 |
| 第30届金鸡奖                              | 最佳改編劇本       | 邹静之   | 提名 |
| 第30届金鸡奖                              | 最佳录音           | 陶经     | 獲獎 |
| 第16届华表奖                              | 优秀故事片         | 《归来》 | 提名 |
| 第16届华表奖                              | 优秀女演员         | 巩俐     | 提名 |
| 第16届华表奖                              | 优秀音乐           | 陈其钢   | 獲獎 |